# Paweł Czerwiński (1895–1962)
Paweł Czerwiński, hrabia h. Lubicz (ur. 7 lutego 1895 w Olchowcu Wielkim, zm. 28 grudnia 1962 w Eastbury) – polski dyplomata, podporucznik broni pancernych Wojska Polskiego.

## Życiorys
Urodził się 7 lutego 1895 w Olchowcu Wielkim k. Kamieńca Podolskiego, w rodzinie Kazimierza Ignacego Czerwińskiego h. Lubicz (1859–1942) i Zofii Karoliny Mniszek z Bużenina h. Poraj (1863–1949). Urodził się w ósmym pokoleniu rodu Czerwińskich na Wołyniu, przebywających na tych ziemiach od XVI wieku. Był jednym z ośmiorga dzieci Kazimierza i Zofii, jego rodzeństwem byli: Zygmunt (1885–1940, urzędnik, burmistrz Ołyki, ofiara zbrodni katyńskiej, Irena (ur. 1886), Kazimierz (1888–1926), major kawalerii, kawaler Orderu Virtuti Militari, Natalia (ur. 1890), Zofia (ur. 1892), Janina (zm. 1919), Maria (zm. w dzieciństwie).
Wychowywał się w „Polskim Ognisku Wychowawczym”, które prowadził ks. Jan Gralewski w Starej Wsi, a następnie w Prokocimiu. Po wybuchu I wojny światowej został powołany do Armii Imperium Rosyjskiego. Na początku służył w oddziałach Czerwonego Krzyża, następnie został przeniesiony do wojsk samochodów pancernych. W 1917 awansowany na podporucznika.
Po odzyskaniu przez Polskę niepodległości został praktykantem w Ministerstwie Spraw Zagranicznych. Został przyjęty do Wojska Polskiego i został zweryfikowany w stopniu podporucznika rezerwy wojsk samochodowych ze starszeństwem z 1 czerwca 1919. Został prezesem towarzystwa byłych wychowanków byłej szkoły. W 1919 udał się na studia do Paryża. Jako ochotnik wziął udział w wojnie polsko-bolszewickiej i jako podporucznik wojsk samochodowych uczestniczył w obronie Warszawy. W 1928 jako podporucznik rezerwy był zweryfikowany w Korpusie Oficerów Samochodowych z lokatą 16. Po wojnie, w 1921 ukończył studia École libre des sciences politiques (Wolna Szkoła Nauk Politycznych) w Paryżu, gdzie przed laty studiował także jego ojciec, po czym powrócił do pracy w Departamencie Politycznym MSZ w Warszawie. W 1922 był pracownikiem sekretariatu w składzie polskiej delegacji na konferencję w Genui. W 1923–1924 jako oficer rezerwowy był przydzielony do 1 Dywizjonu Samochodowego w Warszawie. W 1923 został mianowany attaché poselstwa polskiego w Bukareszcie. Od 1925 pracował w Wydziale I Departamentu Ekonomiczno-Politycznego, do jego dyrekcji i gabinetu ministra spraw zagranicznych. W 1926 został mianowany sekretarzem poselstwa polskiego w Grecji i pełnił tam funkcję chargé d’affaires w czasie nieobecności posła. Później został mianowany pierwszym sekretarzem legacyjnym. W 1934 jako podporucznik rezerwy samochodowy był przydzielony do Oficerskiej Kadry Okręgowej nr I jako oficer reklamowany na 12 miesięcy i pozostawał wówczas w ewidencji Powiatowej Komendy Uzupełnień Warszawa Miasto III.
Podczas II wojny światowej pełnił urząd chargé d’affaires w polskiej placówce dyplomatycznej w Grecji. Od 1957 do 1958 był kierownikiem polskiego urzędu dyplomatycznego w Irlandii.
Zmarł na emigracji 28 grudnia 1962 w Eastbury. W 1964 ukazała się pośmiertnie publikacja Pawła Czerwińskiego pt. Zakon Maltański i stosunki jego z Polska na przestrzeni dziejów. Szkic historyczny, nakładem Polskiego Ośrodka Naukowego w Londynie

## Ordery i odznaczenia
- Krzyż Komandorski Orderu Odrodzenia Polski (pośmiertnie, 11 stycznia 1963)[17]
- Srebrny Krzyż Zasługi (12 listopada 1926)[18]
- Krzyż Komandorski Orderu Korony Włoch (Włochy, 1932)[19]
- Krzyż Komandorski Orderu Feniksa (Grecja, 1932)[19]
- Krzyż Oficerski Orderu Leopolda (Belgia, 1932)[19]
- Krzyż Kawalerski Orderu Legii Honorowej (Francja)
- Krzyż Kawalerski Orderu Karola III (Hiszpania, 1931)[20]
- Order Świętego Jerzego (Imperium Rosyjskie)
- Order Świętego Stanisława (Imperium Rosyjskie)